# Serie A 1986 (Ecuador)
La Serie A 1986 è stata la 28ª edizione della massima serie del campionato di calcio dell'Ecuador, ed è stata vinta dall'El Nacional, giunto al suo nono titolo.

## Formula
I 16 partecipanti vengono divisi in due gruppi da 8 squadre ciascuno. Nella prima fase le prime tre di ogni girone si qualificano per la terza fase, mentre le ultime classificate passano al girone per la retrocessione; la seconda fase ricalca l'andamento della prima. La terza, con i gironi ridotti a 6 squadre, vede le prime due qualificarsi al girone finale (Liguilla Final).

## Prima fase

### Gruppo 1
|  | Pos. | Squadra              | Pt | G  | V | N | P  | GF | GS | DR  |
|  | ---- | -------------------- | -- | -- | - | - | -- | -- | -- | --- |
|  | 1.   | Deportivo Quito      | 20 | 14 | 9 | 2 | 3  | 34 | 13 | +21 |
|  | 2.   | Emelec               | 18 | 14 | 8 | 2 | 4  | 20 | 16 | +4  |
|  | 3.   | Barcelona SC         | 16 | 14 | 6 | 4 | 4  | 21 | 16 | +5  |
|  | 4.   | Audaz Octubrino      | 15 | 14 | 6 | 3 | 5  | 16 | 13 | +3  |
|  | 4.   | Deportivo Quevedo    | 15 | 14 | 5 | 5 | 4  | 18 | 21 | -3  |
|  | 6.   | Macará               | 12 | 14 | 3 | 6 | 5  | 12 | 17 | -5  |
|  | 7.   | Universidad Católica | 11 | 14 | 4 | 3 | 7  | 15 | 21 | -6  |
|  | 8.   | América de Quito     | 5  | 14 | 1 | 3 | 10 | 9  | 28 | -19 |

Deportivo Quito 1,5 punti bonus; Emelec 1; Barcelona 0,5.

### Gruppo 2
|  | Pos. | Squadra            | Pt | G  | V | N | P  | GF | GS | DR  |
|  | ---- | ------------------ | -- | -- | - | - | -- | -- | -- | --- |
|  | 1.   | El Nacional        | 21 | 14 | 9 | 3 | 2  | 33 | 11 | +22 |
|  | 2.   | Filanbanco         | 20 | 14 | 8 | 4 | 2  | 23 | 14 | +9  |
|  | 3.   | LDU Quito          | 19 | 14 | 8 | 3 | 3  | 28 | 16 | +12 |
|  | 4.   | Esmeraldas         | 14 | 14 | 5 | 4 | 5  | 16 | 16 | 0   |
|  | 5.   | Téc. Universitario | 12 | 14 | 4 | 4 | 6  | 14 | 17 | -3  |
|  | 5.   | Deportivo Cuenca   | 12 | 14 | 4 | 4 | 6  | 12 | 17 | -5  |
|  | 7.   | LDU Portoviejo     | 9  | 14 | 4 | 1 | 9  | 14 | 36 | -22 |
|  | 8.   | Nueve de Octubre   | 5  | 14 | 2 | 1 | 11 | 13 | 26 | -13 |

El Nacional 1,5 punti bonus; Filanbanco 1; LDU Quito 0,5.

## Seconda fase

### Gruppo 1
|  | Pos. | Squadra              | Pt | G  | V | N | P | GF | GS | DR  |
|  | ---- | -------------------- | -- | -- | - | - | - | -- | -- | --- |
|  | 1.   | Filanbanco           | 18 | 14 | 6 | 6 | 2 | 18 | 8  | +10 |
|  | 2.   | Deportivo Quito      | 17 | 14 | 6 | 5 | 3 | 24 | 16 | +8  |
|  | 3.   | Barcelona SC         | 16 | 14 | 7 | 2 | 5 | 17 | 13 | +4  |
|  | 4.   | Deportivo Cuenca     | 15 | 14 | 6 | 5 | 4 | 14 | 13 | +1  |
|  | 4.   | Esmeraldas           | 13 | 14 | 5 | 3 | 6 | 14 | 14 | 0   |
|  | 6.   | Deportivo Quevedo    | 11 | 14 | 4 | 3 | 7 | 11 | 18 | -7  |
|  | 7.   | Nueve de Octubre     | 10 | 14 | 3 | 4 | 7 | 16 | 23 | -7  |
|  | 7.   | Universidad Católica | 10 | 14 | 4 | 2 | 8 | 14 | 23 | -9  |

Filanbanco 1,5 punti bonus; Deportivo Quito 1; Barcelona 0,5.

### Gruppo 2
|  | Pos. | Squadra            | Pt | G  | V | N | P | GF | GS | DR  |
|  | ---- | ------------------ | -- | -- | - | - | - | -- | -- | --- |
|  | 1.   | Téc. Universitario | 19 | 14 | 8 | 3 | 3 | 17 | 12 | +5  |
|  | 2.   | El Nacional        | 17 | 14 | 6 | 5 | 3 | 21 | 13 | +8  |
|  | 3.   | Audaz Octubrino    | 16 | 14 | 6 | 4 | 4 | 12 | 11 | +1  |
|  | 4.   | Emelec             | 14 | 14 | 6 | 2 | 6 | 15 | 13 | +2  |
|  | 5.   | América de Quito   | 13 | 14 | 4 | 5 | 5 | 19 | 16 | +3  |
|  | 5.   | LDU Quito          | 13 | 14 | 5 | 3 | 6 | 12 | 14 | -2  |
|  | 7.   | Macará             | 12 | 14 | 6 | 0 | 8 | 22 | 23 | -1  |
|  | 8.   | LDU Portoviejo     | 8  | 14 | 2 | 4 | 8 | 14 | 30 | -16 |

Técnico Universitario 1,5 punti bonus; El Nacional 1; Audaz Octubrino 0,5.

## Terza fase

### Gruppo 1
Punti bonus: Deportivo Quito 2,5; Técnico Universitario 1,5; Emelec 1; LDU Quito 0,5.

|  | Pos. | Squadra            | Pt   | G  | V | N | P | GF | GS | DR  |
|  | ---- | ------------------ | ---- | -- | - | - | - | -- | -- | --- |
|  | 1.   | Deportivo Cuenca   | 15   | 10 | 6 | 3 | 1 | 15 | 5  | +10 |
|  | 2.   | Téc. Universitario | 14,5 | 10 | 5 | 3 | 2 | 14 | 9  | +5  |
|  | 3.   | Deportivo Quito    | 13,5 | 10 | 3 | 5 | 2 | 16 | 10 | +6  |
|  | 4.   | Emelec             | 10   | 10 | 4 | 1 | 5 | 13 | 13 | 0   |
|  | 4.   | LDU Quito          | 9,5  | 10 | 2 | 5 | 3 | 10 | 12 | -2  |
|  | 6.   | Deportivo Quevedo  | 3    | 10 | 0 | 3 | 7 | 5  | 24 | -19 |

### Gruppo 2
Punti bonus: El Nacional 2,5; Filanbanco 2,5; Barcelona 1; Audaz Octubrino 0,5.

|  | Pos. | Squadra         | Pt   | G  | V | N | P | GF | GS | DR  |
|  | ---- | --------------- | ---- | -- | - | - | - | -- | -- | --- |
|  | 1.   | El Nacional     | 17,5 | 10 | 6 | 3 | 1 | 23 | 10 | +13 |
|  | 2.   | Barcelona SC    | 16   | 10 | 7 | 1 | 2 | 19 | 7  | +12 |
|  | 3.   | Filanbanco      | 14,5 | 10 | 3 | 6 | 1 | 14 | 13 | +1  |
|  | 4.   | Macará          | 8    | 10 | 3 | 2 | 5 | 16 | 24 | -8  |
|  | 5.   | Audaz Octubrino | 5,5  | 10 | 2 | 1 | 7 | 8  | 18 | -10 |
|  | 6.   | Esmeraldas      | 5    | 10 | 1 | 3 | 6 | 6  | 13 | -7  |

## Fase finale

### Girone per la retrocessione
América -2,5 punti; LDU Portoviejo -1,5; 9 de Octubre -0,5; Universidad Católica -0,5.

|  | Pos. | Squadra              | Pt  | G | V | N | P | GF | GS | DR |
|  | ---- | -------------------- | --- | - | - | - | - | -- | -- | -- |
|  | 1.   | Universidad Católica | 7,5 | 6 | 4 | 0 | 2 | 10 | 6  | +4 |
|  | 1.   | LDU Portoviejo       | 7,5 | 6 | 3 | 2 | 1 | 12 | 12 | 0  |
|  | 2.   | América de Quito     | 6,5 | 6 | 3 | 1 | 2 | 7  | 5  | +2 |
|  | 4.   | Nueve de Octubre     | 0,5 | 6 | 0 | 1 | 5 | 8  | 14 | -6 |

### Girone per il titolo
Punti bonus: El Nacional 1; Deportivo Cuenca 1.

|                    | Pos. | Squadra            | Pt | G | V | N | P | GF | GS | DR |
| ------------------ | ---- | ------------------ | -- | - | - | - | - | -- | -- | -- |
| Ecuador (bandiera) | 1.   | El Nacional        | 10 | 6 | 4 | 1 | 1 | 9  | 2  | +7 |
|                    | 2.   | Barcelona SC       | 7  | 6 | 3 | 1 | 2 | 7  | 6  | +1 |
|                    | 3.   | Téc. Universitario | 6  | 6 | 2 | 2 | 2 | 6  | 6  | 0  |
|                    | 4.   | Deportivo Cuenca   | 3  | 6 | 1 | 0 | 5 | 3  | 11 | -8 |

## Verdetti
- El Nacional campione nazionale
- El Nacional e Barcelona in Coppa Libertadores 1987
- 9 de Octubre retrocesso.

## Classifica marcatori
| Gol |  |  | Giocatore              | Squadra            |
| --- |  |  | ---------------------- | ------------------ |
| 23  |  |  | Juan Carlos De Lima    | Deportivo Quito    |
| 16  |  |  | Ermen Benítez          | El Nacional        |
| 16  |  |  | Geovanny Mera          | El Nacional        |
| 14  |  |  | Ricardo Espala         | Macará             |
| 14  |  |  | Ricardo Cachioni       | LDU Portoviejo     |
| 14  |  |  | Raúl Espínola          | Deportivo Cuenca   |
| 14  |  |  | José Moreno            | LDU Quito          |
| 13  |  |  | Lorenzo Klinger        | Barcelona SC       |
| 12  |  |  | Fabián Burbano         | Téc. Universitario |
| 11  |  |  | Luis Ordóñez           | Barcelona SC       |
| 11  |  |  | Carlos Alberto Mendoza | Deportivo Quito    |
| 11  |  |  | Osni                   | Emelec             |
| 11  |  |  | Jânio Pinto            | América de Quito   |